# Antonio Vallisneri
Antonio Vallisneri o Vallisnieri (Trassilico, 3 maggio 1661 – Padova, 18 gennaio 1730) è stato un medico, scienziato, naturalista e biologo italiano.

## Biografia
Nacque a Trassilico, in Garfagnana, da Lorenzo e da Maria Lucrezia Davini. Il padre era un giurista originario di Scandiano e ricopriva la carica di capitano di ragione della vicaria di Trassilico, allora ricompresa nel ducato di Modena e Reggio. Era alle sue seconde nozze: dal primo matrimonio aveva avuto tre figli, tutti premortigli, e dal secondo quattro (ad Antonio, primogenito, seguivano Francesco, Liberato e Giuseppe). La madre era invece di Camporgiano.
Nel 1664 Lorenzo rinunciò ai propri incarichi e tornò con la famiglia a Scandiano. Qui Antonio ebbe la prima formazione, secondo le consuetudini tipiche delle buone famiglie dell'epoca che si basavano sulla Ratio studiorum gesuitica. Ebbe dunque un'ottima educazione fondata sulla lingua e la letteratura latina.
Nel 1679 ereditò dallo zio paterno Giuseppe un ricco patrimonio, consistente nella rendita di alcuni possedimenti in fedecommesso inalienabile, che gli permisero un'esistenza agiata. Ebbe però dei vincoli: 200 scudi annui dovevano servire per finanziare gli studi di tre giovani scandianesi, inoltre doveva laurearsi in legge o in medicina entro i trent'anni, risiedere a Scandiano almeno tre mesi annui e farvi nascere i figli maschi; in caso contrario, il suo primogenito avrebbe perso il diritto a succedergli.
Successivamente studiò medicina all'Università di Bologna, dove ebbe come proprio insegnante Marcello Malpighi. Fu da questi subito accolto come allievo prediletto, sia perché raccomandato dallo zio defunto e dal principe d'Este, sia per le sue doti non comuni.
In questo periodo entrò in contatto con il corpuscolarismo, con il cartesianesimo e, soprattutto, con lo sperimentalismo galileiano. Inoltre, lasciando il proprio maestro all'oscuro, seguì le lezioni di Giovanni Girolamo Sbaraglia, acquisendo anche le teorie empiriche che adattò al contesto di quegli anni, riuscendo a conciliarle con la medicina razionale di Malpighi.
Nel 1685 uscì laureato presso lo Studio di Reggio e cominciò il periodo di praticantato, che lo vide a Venezia (presso Iacopo Grandi e Lodovico Testi), Padova e Parma (presso Giuseppe Pompeo Sacco).
Ottenne la prima cattedra di Medicina Pratica (1700) e successivamente quella di Medicina Teorica (1709) all'Università di Padova, dove gli successe Giovanni Battista Morgagni quando Vallisneri passò alla prima Cattedra di Medicina.
Si sposò a Bologna il 27 aprile 1692 all'età di 31 anni con la allora quindicenne Laura Mattacodi con cui ebbe 18 figli, di cui solo quattro gli sopravvissero; l'unico maschio fu Antonio junior, che dedicò la sua vita alla raccolta e cura delle ampie collezioni paterne e della sua vasta produzione letteraria e della biblioteca, che alla morte di Antonio junior contava circa mille volumi, tutti poi donati alla Biblioteca universitaria di Padova.
Influenzato da famosi pensatori, come Leibniz, Conti, Alessandro Mazzer e Alberto Dinarello, appartenne alla scuola galileiana. Nella sua vita lavorò nel campo della biologia, botanica, veterinaria, idrologia e nell'appena nato campo della geologia.
Fu membro della Royal Society dal 30 novembre 1703. Fu principe (presidente) dell'Accademia di scienze, lettere ed arti di Padova nel 1722-1723.
All'apice della propria carriera, morì improvvisamente a Padova all'inizio del 1730, colpito da una breve malattia polmonare. Fu sepolto nella chiesa degli Eremitani.

## Attività scientifica

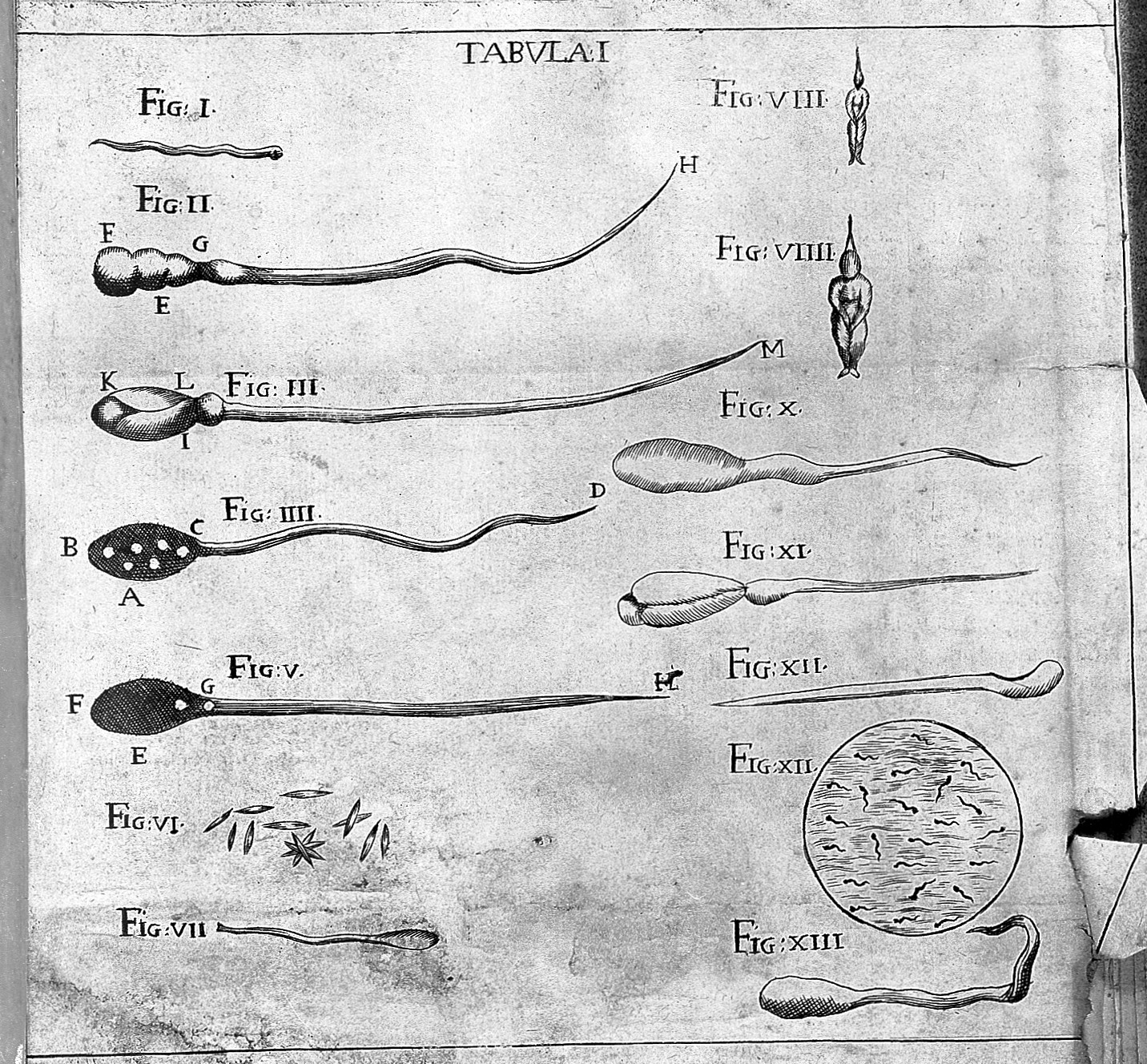
Illustrazione dalla Istoria della generazione dell'uomo, e degli animali, se sia da ̀vermicelli spermatici, o dalle uova di Vallisneri (1721).

Autore di importanti studi intorno alla generazione degli insetti, degli animali in generale, dell'uomo e delle piante, nonché di opere di anatomia, pubblicò tra il 1696 ed il 1700 i Dialoghi sopra la curiosa origine di molti insetti, seguiti nel 1710 dalle Considerazioni ed esperienze intorno alla generazione de' vermi ordinari del corpo umano e nel 1713 dalle Esperienze ed osservazioni intorno all'origine, sviluppi e costumi di vari insetti.
È anche conosciuto per essere stato uno dei primi ricercatori in medicina ad aver proposto l'abbandono della teoria aristotelica in favore dell'approccio sperimentale basato sui principi scientifici sostenuti da Galileo Galilei. Vallisneri affermava che la conoscenza scientifica è acquisita tramite l'esperienza e il ragionamento. Questo è il principio che lui seguì per le sezioni anatomiche e la descrizione degli insetti. Per questa ragione la sua carriera medica fu al centro di una spinosa controversia, poiché molti dei suoi contemporanei non potevano abbandonare le teorie medioevali, a quel tempo dominanti, anche di fronte all'evidenza sperimentale.
Aveva uno stile di scrittura chiaro e preciso. Antonio Vallisnieri seguì le tracce di Galilei nell'utilizzare la lingua italiana per scrivere i suoi trattati, e fu uno dei più ammirati scrittori di scienza dagli studiosi di tradizione galileiana, come Francesco Redi e Lorenzo Magalotti. La scelta dell'italiano come lingua per le sue opere fu molto coraggiosa per la comunità scientifica del tempo, che usava ancora il latino come "lingua del sapere".

## Intitolazioni
In suo onore, Pier Antonio Micheli (1729, 12) ha chiamato Vallisneria un genere di piante acquatiche appartenente alla famiglia delle Hydrocharitaceae. Linneo ha adottato il nome.
A lui è dedicato il complesso che ospita i dipartimenti di Biologia, di Scienze Biomediche e di Medicina Molecolare dell'Università di Padova. Anche il Liceo Scientifico di Lucca è stato a lui intitolato.

## Opere

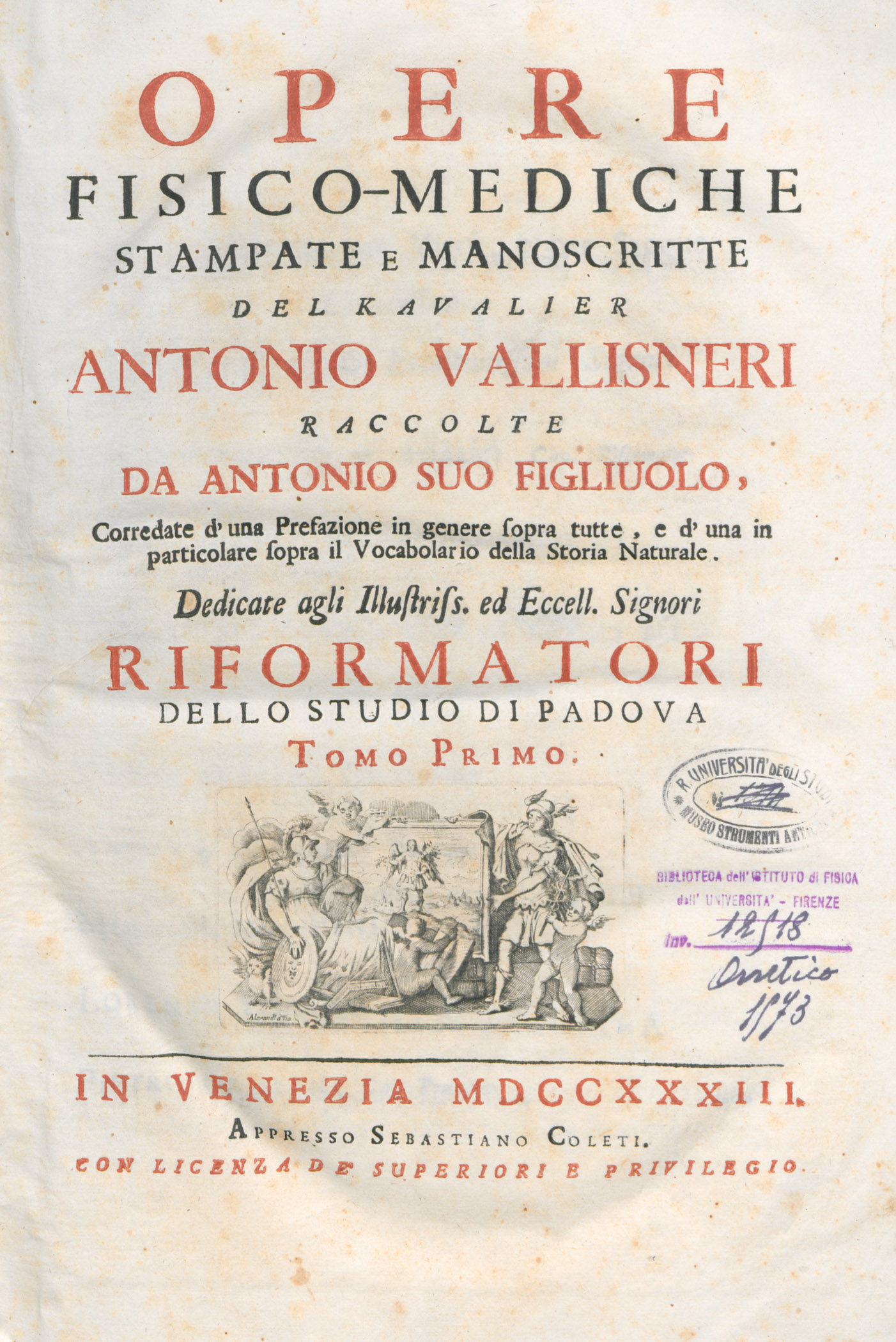
Frontespizio di Opere fisico-mediche stampate e manoscritte di Antonio Vallisneri (Venezia, 1733).

- Saggio de' dialoghi sopra la curiosa origine di molti insetti, "Galleria di Minerva", I, pp. 297–322, Albrizzi, Venezia, 1696.
- Secondo dialogo sopra la curiosa origine di molti insetti, "Galleria di Minerva", III, pp. 297–318, Albrizzi, Venezia, 1700.
- Dialoghi sopra la curiosa origine di molti insetti, Albrizzi, Venezia. 1700.
- Dialoghi fra Malpighi e Plinio, Albrizzi, Venezia, 1700.
- Prima raccolta d'osservationi e d'esperienze, Albrizzi, Venezia, 1710.
- Considerazioni, ed esperienze intorno al creduto cervello di bue impietrito, Stamperia del Seminario, Padova, 1710.
- Considerazioni, ed esperienze intorno alla generazione de' vermi ordinarj del corpo umano, Stamperia del Seminario, Padova, 1710.
- Esperienze, ed osservazioni intorno all'origine, sviluppi, e costumi di varj insetti, Stamperia del Seminario, Padova, 1713.
- Nuove osservazioni, ed esperienze intorno all'ovaja scoperta né vermi tondi dell'uomo, e de' vitelli, Stamperia del Seminario, Padova, 1713.
- Istoria del camaleonte affricano, Ertz, Venezia, 1714.
- Nuova idea del male contagioso de' buoi, Pandolfo, Milano, 1714.
- Lezione accademica intorno all'origine delle fontane, Ertz, Venezia, 1714.
- Istoria della generazione dell'uomo e degli animali, se sia da' vermicelli spermatici o dalle uova, con un trattato nel fine della sterilità, e dei suoi rimedj, Venezia, appresso GioGabbriel Hertz, 1721.
- De' corpi marini, che su' monti si trovano, Lovisa, Venezia, 1721.
- Dell'uso, e dell'abuso delle bevande, e bagnature calde, o fredde, Capponi, Modena, 1725.
- Esperienze ed osservazioni, Tipografia del Seminario, Padova, 1726.
- Lezione accademica intorno l'origine delle fontane. Venezia, Pietro Poletti, 1726.
- De' corpi marini. Venezia, D. Lovisa, 1728.
- Opere fisico-mediche, vol. 1, Venezia, Sebastiano Coleti, 1733.
- Carteggio : 1719-1729, Archivio della corrispondenza degli scienziati italiani, n. 1, Firenze, Olschki, 1985, OCLC 465518708.
- Maria Laura Soppelsa (a cura di), Carteggio : 1715-1742, Archivio della corrispondenza degli scienziati italiani, n. 13, Firenze, Olschki, 1997.